# Liane Augustin
Liane Augustin (18 de noviembre de 1927-30 de abril de 1978) fue una cantante y actriz alemana.

## Carrera
Liane Augustin nació en Berlín, Alemania en 1927. Su éxito posguerra como cantante en el club nocturno vienés Boheme Bar, la llevó a grabar canciones en numerosas ocasiones, en especial con la discográfica Vanguard Records. A menudo era acompañada por el grupo The Boheme Bar Trio, el cual estaba compuesto por Michael Danzinger (piano), Laszlo Gatti (guitarra), y Willi Fantel (bajo).

## Eurovisión 1958
Fue elegida para representar a Austria en el Festival de Eurovisión 1958 con la canción "Die ganze Welt braucht Liebe" ("El mundo entero necesita amor") con la que alcanzó el 5° lugar con 8 puntos.

## Muerte
Falleció en 30 de abril de 1978 a los 50 años, en la ciudad de Viena, Austria.

## Filmografía
- Die Fiakermilli (1953)
- Lavendel (1953)
- Der rote Prinz (1954)
- ...und wer küßt mich? (1956)
- Liebe, die den Kopf verliert (1956)
- Licht auf der Piazza (1962)